# Hochschulmarketing
Unter Hochschulmarketing versteht man zum einen das Marketing von Hochschulen, bei dem es um Denkansätze zur Positionierung von Hochschulen auf dem Markt für Studieninteressenten geht. Zum anderen versteht man Hochschulmarketing als Teil des Personalmarketings der Unternehmen, die einer gezielten Gewinnung von Hochschulabsolventen dient. Auch die Bewerbung von Produkten und Dienstleistungen, bei der Studierende streuverlustfrei direkt auf dem Campus angesprochen werden sollen, kann als Hochschulmarketing bezeichnet werden.

## Marketing für Hochschulen
In der Sichtweise des Marketings für Hochschulen geht es um die Übertragung des Marketinggedankens auf die nachfrageorientierte Führung einer Hochschule bzw. Universität. Bezugsgruppen sind dabei:
- Studierende, als primäre Zielgruppe[3]

- Forschungsmitarbeitende und Lehrpersonen

- Drittmittelgeber, für Forschungsprojekte

Unter strategischen Aspekten werden insbesondere die Definition eines Hochschultyps als Universität bzw. Fachhochschule bzw. Duale Hochschule verstanden sowie spezifische Fokussierungen (z. B. als Technische Hochschule, als Medizinische Hochschule, als Universität für Bodenkultur).
Unter operativen Aspekten geht es um die Umsetzung des Marketing-Mixes, z. B.:
- Produktpolitik (Angebot bestimmter Studiengänge und Abschlüsse, Angebot von Serviceleistungen wie Auslandsstudien, Hochschulbibliotheken, Career Services etc.)

- Preispolitik (Verlangen eines Studienbeitrags, insbesondere an privaten Hochschulen)

- Distributionspolitik (Wahl von Standorten, inklusive extramoraler Lehre und Forschung an Außenstandorten, ggf. auch das Angebot von Fernstudiengängen an Fernhochschulen)

- Kommunikationspolitik (Werbung und PR-Arbeit für Hochschulen, Information auf Hochschulinformationstagen der Arbeitsverwaltung, Präsenz bei Hochschulmessen und bei Informationsveranstaltungen in Schulen, Vernetzung in der regionalen Wirtschaft oder in Fach-Communities, durch Bildung von Beiräten etc.)

- Personalpolitik (Berufung bestimmter bekannter Forschender und Lehrender)

## Planung des Recruiting an Hochschulen
Zu der Zielgruppe des Hochschulmarketings gehören Studierende und Absolventen der öffentlichen und privaten Hochschulen.
Aus HR Perspektive bietet Hochschulmarketing Unternehmen eine zielgerichtete Plattform, um für Nachwuchskräfte und neue Mitarbeiter zu werben sowie der Auf- und Ausbau eines positiven Arbeitgeberimages.
Das Hochschulmarketing verfolgt aus Sicht von HR Profis unter anderem folgende Ziele:
- Schaffung und Sicherung eines positiven  Arbeitgeberimage von den werbenden Unternehmen
- Steigerung des Arbeitgeber-Bekanntheitsgrades durch Werbemaßnahmen
- Erhöhung der Qualität und Passgenauigkeit von Initiativbewerbungen von Studenten der Universitäten und Hochschulen
- Sicherung der Nachwuchs-, Fach- und Führungskräfte für die Unternehmen

All diese Ziele dienen dazu langfristig die richtigen Mitarbeiter zu gewinnen und die Leistungsfähigkeit des Unternehmens zu sichern.
Aus Perspektive von Marketeers in Unternehmen oder Mediaplanern in Agenturen ist Hochschulmarketing eine effiziente Möglichkeit, Studierende direkt auf dem Campus offline anzusprechen. Für zahlreiche Unternehmen aus unterschiedlichen Bereichen, wie Banken, Mobilfunk, Versicherungen, Hardware, Software, Konsumgüter, Mode usw. sind Studierende aufgrund ihres sehr hohen Customer Lifetime Values (Jung und überdurchschnittliches zukünftiges Einkommen) eine herausragende Zielgruppe. Daher bieten diese Unternehmen i. d. R. einen Studentenrabatt an, der vorzugsweise auch nur innerhalb der Zielgruppe kommuniziert wird – also in einem geschlossenen Marketingraum.

## Umsetzung
Um die geeigneten Instrumente der Kommunikationsstrategie zu bestimmen, ist es notwendig, das Informations- und Medienverhalten der Studenten zu kennen. Bei der Auswahl der Werbeträger finden vor allem das Internet und Werbemedien auf dem Campus Berücksichtigung. Printmedien haben, durch das geänderte Mediennutzungsverhalten von Studierenden, gegenüber digitalen Medien und Live-Kommunikation stark an Bedeutung verloren. Daneben gelten die Vergabe von Studentenjobs/Werkstudententätigkeiten, Studien- und Bachelor/Master-arbeiten, Praktika sowie die Zusammenarbeit mit Lehrstühlen als gute Möglichkeit, um zukünftige Fach- und Führungskräfte kennenzulernen.
Immer mehr Unternehmen nutzen die vielfältigen Möglichkeiten um direkt an den Hochschulen zu werben – entweder um sich als potenzieller Arbeitgeber zu präsentieren oder um Produkte und Dienstleistungen zu bewerben. Auf Hochschulmarketing spezialisierte Agenturen bieten bundesweite Mediennetze in den Hochschulen an. Beispiele für diese Ambient Medien sind: CLP Rahmen, A0 Rahmen, Campus-Poster XL, Vinylbanner, Premium Walls und DooH Medien wie z. B. digitale Stelen und Screens. Neben OoH Medien werden Studierende auch über Campus-Apps, Mensa Apps, Werbebanner direkt auf den Hochschulwebsites oder den Seiten der Studierendenwerke angesprochen. Live-Kommunikation z. B. mit Standpromotions oder Hochschulmessen ist ebenfalls eine beliebte Möglichkeit mit den Studierenden in Kontakt zu treten.
Einige Hochschulen bieten darüber hinaus auch die Möglichkeit für Hörsaalsponsoring. Dies wird i. d. R. nicht von Hochschulmarketing Agenturen umgesetzt, sondern direkt von den Universitäten und Fachhochschulen.

## Erfolgskontrolle
Durch die Erfolgskontrolle lassen sich Empfehlungen für die Durchführung des Hochschulmarketings ableiten. Zeitraumbezogen sollte ermittelt werden, wo welche Werbemaßnahmen durchgeführt wurden. Die gesammelten Informationen werden dann mit den Bewerberströmen und -daten verglichen.

## Belege
1. ↑  Meik Führing: Hochschulmarketing: Fächerspezifische Prognose der Hochschulabsolventen bis 2005. In: Personal. Jg. 53, Heft 5, 2002, S. 50–53.
2. ↑  Werner Fröhlich, Franz Langecker: Hochschulkontakte. In: Hans Strutz (Hrsg.): Handbuch Personalmarketing. Wiesbaden 1989, S. 152–162.
3. ↑  Thomas Kaiser: Studierendenmarketing und Hochschulbranding. 1. Auflage. Springer Gabler, Wiesbaden 2023, ISBN 978-3-658-42422-0, S. 37 ff.
4. ↑  Talar Valentina Acemyan-Steffens, Martina Neuhäuser: Aktuelle Wege und Trends der Personalentwicklung, Rekrutierung und Nachfolgeplanung (PDF; 4,3 MB), Arbeitspapier der Hans-Böckler-Stiftung, August 2011, S. 22.
5. ↑  Stefan Huf: Konjunkturresistentes Hochschulmarketing. In: Personal. Jg. 53, Heft 10, 2003, S. 1, 8–21.
6. ↑  Daniela Eisele, Ulrike Horender: Auf der Suche nach den High Potentials. In: Personalwirtschaft. Jg. 30, Heft 4, 1999, S. 48–57.
7. ↑  Jürgen Albers, Julia Langer: Hochschulmarketing: Ein Instrument zur Personalbeschaffung für den Mittelstand? 2008, S. 75.
8. ↑  Jürgen Bock, Christiane Ackenprang: Personalmarketing an Hochschulen als integriertes Konzept beim Otto Versand. In: Anke Thiele, Bernd Eggers (Hrsg.): Innovatives Personalmarketing für High-Potentials. Göttingen 1999, S. 49–58.